# Краснорічка (Белебеївський район)
Краснорі́чка (рос. Красноречка, башк. Красноречка) — присілок у складі Белебеївського району Башкортостану, Росія. Входить до складу Анновської сільської ради.
До 2005 року присілок називався Єкатериновка.
Населення — 5 осіб (2010; 2 в 2002).
Національний склад:
- росіяни — 100 %